# SN 2003io
SN 2003io – supernowa typu II odkryta 30 września 2003 roku w galaktyce UGC 1761. W momencie odkrycia miała maksymalną jasność 17,10m.